# John Mason Neale
John Mason Neale, född 24 januari 1818 i London, död 6 augusti 1866 i East Grinstead var en anglikansk präst, forskare och psalmförfattare. Bland annat gav han ut översättningar av sånger ur Piæ Cantiones.